# Acte institucional de la Diada Nacional de Catalunya

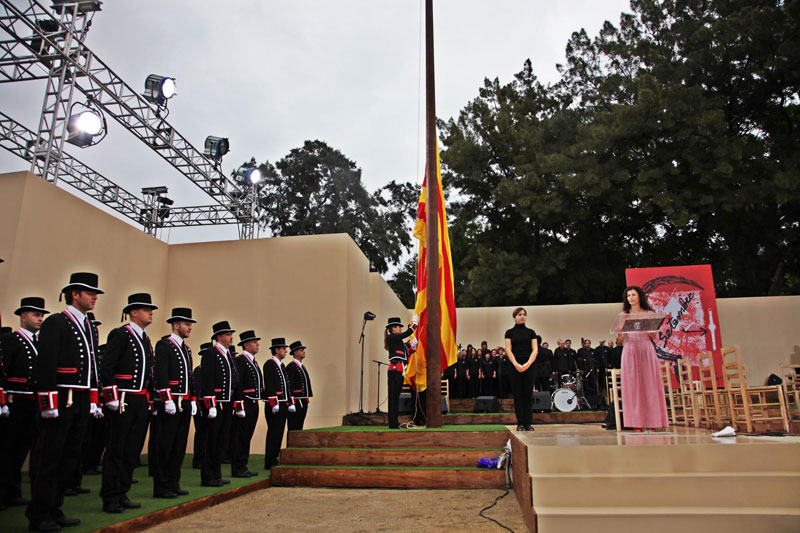
Hissada de la senyera durant l'acte institucional de 2013

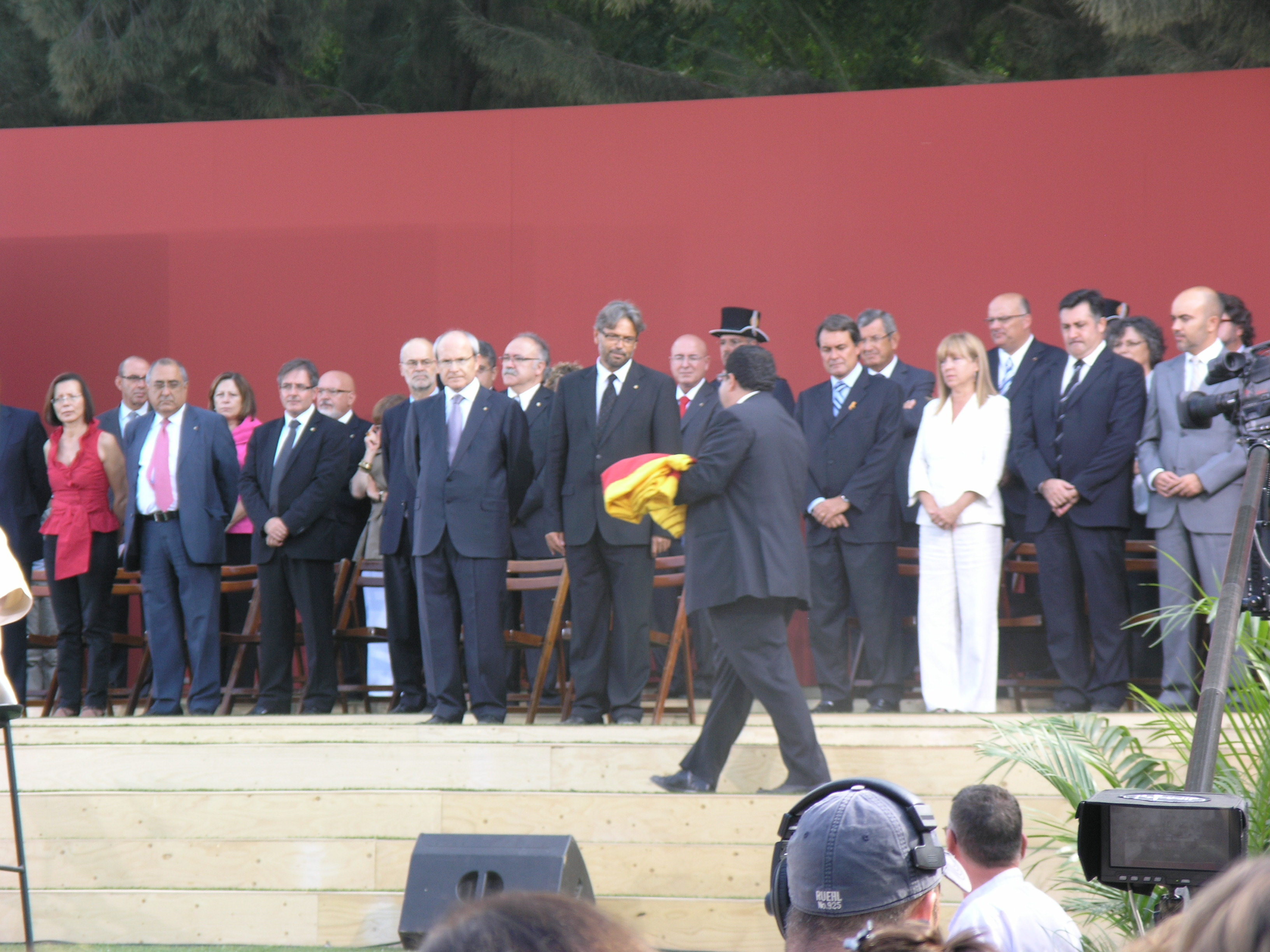
Lliurament de la senyera per part de l'alcalde de Vilanova i la Geltrú, ciutat natal de Francesc Macià, a l'acte institucional de la Diada Nacional de Catalunya de 2009

L'acte institucional de la Diada Nacional de Catalunya és un acte oficial organitzat conjuntament pel Govern de la Generalitat de Catalunya i el Parlament de Catalunya. Va tenir lloc tots els 11 de setembre des de l'any 2004 al 2013, quan va passar a organitzar-se al vespre del dia abans. L'acte recorda diferents efemèrides al voltant de fets i personalitats rellevants de la cultura catalana, i té un caràcter simbòlic i cultural de reivindicació nacional.
Els primers deu anys va tenir lloc al Parc de la Ciutadella de Barcelona. El 2014, any del Tricentenari, es va canviar d'ubicació per primera vegada i des de llavors s'ha celebrat en diferents espais de la ciutat de Barcelona: la Llotja de Mar (2014), la Plaça de Sant Jaume (2015 i 2018) i l'esplanada del Born Centre de Cultura i Memòria (2016 i 2017).
Aquesta és la relació d'artistes, músics, participants i homenatges en les seves edicions anuals.

## Edicions
2004
Joan Manuel Serrat: "Cançó de bressol". Lluís Llach: "Venim del nord, venim del sud". Barbara Hendricks: "El cant dels ocells" en anglès. Orfeó Català, la Coral Sant Jordi i la Polifònica de Puig-reig, sota la direcció de Josep Vila: "El cant de la senyera". Rafael Subirachs: "Catalunya, Comtat Gran".
2005
Maria del Mar Bonet: "El pi de Formentor". Josep Carreras: "L'emigrant". Mayte Martín: "Vidalita". Orquestra Simfònica de Barcelona i Nacional de Catalunya (OBC): "Els Segadors" dirigits per Antoni Ros-Marbà.
2006
Lluís Homar: "Inici de càntic en el temple" de Salvador Espriu (recitat). Carles Santos: "Fanfarria". Jordi Savall: "El cant dels ocells". Marina Rossell: "Per tu ploro" de Joan Maragall i Pep Ventura. Paco Ibáñez: "Bihotza". Mísia: "La gavina" de Marina Rossell. Coral Sant Jordi: "El testament d'Amèlia". Escolania de Montserrat: "Els segadors" en versió de Pascal Comelade.
2007
Cobla Sant Jordi-Ciutat de Barcelona: "Marxa solemnial" de Josep Serra i "Els segadors" amb direcció de Salvador Mas.
Rosa Mateu: "Festeig" i "Cançó de grumet" d'Eduard Toldrà. Maria del Mar Bonet i Miguel Poveda: fragment de l'espectacle conjunt "Els treballs i els dies". Orquestra Simfònica de l'Escola Superior de Música de Catalunya: "Empúries" d'Eduard Toldrà i el "Cant de la Senyera" de Joan Maragall i Lluís Millet.
2008
Cobla Mediterrània: "Marxa solemnial" de Josep Serra i "Els Segadors". Orquestra de l'ESMUC: "Recordant Vic" de Joaquim Serra i Corominas, "Sol ixent" d'Eduard Toldrà i "Juny" de Juli Garreta. Lídia Pujol: "Amèlia" i "Caterina de Lió". Cor de Càmera del Palau de la Música Catalana i Orquesta de l'ESMUC: "La Balanguera" i "Cant de la Senyera".
2009
Noa i Orquestra Àrab de Barcelona: "El cant dels ocells". Noa: "La vida és bella", a la guitarra Gil Dor. Versió catalana adaptada per Joan Ollé. Rosa Novell: "Viatge a Ítaca" de Kavafis, versió catalana de Carles Riba. Albert Guinovart (piano) i Rosa Muñoz (dansa): "Cataluña" de la Suite Española Opus 47 d'Isaac Albéniz.
Montserrat Carulla: "Per a una suite algueresa" de Salvador Espriu. Sílvia Pérez Cruz i Raül Fernández (Refree): "Corrandes de l'exili". Enric Majó: fragment d'"El llibre, el cel i la terra" de Baltasar Porcel.
Peret: "El mig amic". Cesc Gelabert (dansa): "Enyor" de Joan Lamote de Grignon. Acompanyat de la Cobla Sant Jordi-Ciutat de Barcelona, dirigida per Xavier Pagès. Joan Ollé: fragmeno de "Coral romput" de Vicent Andrés Estellés. Llibert Fortuny: fragments al saxo de cançons populars catalanes. Joan Margarit: "Meditació de Vila Joana", poema inèdit. Cor de Càmera del Palau de la Música Catalana i Cobla Sant Jordi-Ciutat de Barcelona: "Els segadors".
2010
Cobla de Ministrers de l'Aula de Sons de Reus. Cor Lieder Càmera: "El cant de la senyera". Xavier Ribalta: "Oda a Espanya" de Joan Maragall i "La ciutat llunyana" de Màrius Torres. Josep Maria Espinàs: Com va néixer la primera cançó de la Nova Cançó. Cor Lieder Càmera: "A la vora de la nit" de Josep Maria Espinàs. Gisela Bellsolà: "A la vora de la mar" (Tradicional). Franca Masu i Claudio Gabriel Sanna: "Lo país meu" d'Antoni Cao. Joan Anguera: "Per a una suite algueresa" de Salvador Espriu. Toti Soler i la Colla Sardanista Mare Nostrum del Grup Sardanista Xaloc: "Sardana flamenca" de Toti Soler. Ester Nadal: "Poema" de Joan Dallerés. Artur Gaya, Miquela Lladó i Miquel Gil: "Jota de jotes". Sílvia Bel: Fragment de "Notícia de Catalunya" de Vicens Vives. Vox populi: "Sitges". Cor Lieder Càmera: "Els segadors".
2011
Orfeó Lleidatà: "El cant de la senyera". Agrupació de Balls Populars de Sitges: "La Moixiganga de Sitges". Roger Mas: "Al cel" (Jacint Verdaguer). Ester Formosa: "Vinyes verdes vora el mar" (Josep Maria de Sagarra i música d'Ovidi Montllor). Joan Isaac i Giorgio Conte: "Cançó del lladre" (Tradicional catalana). Carles Belda, Marc Serrats i Jordi Reixach: Versiones de temas dels grups Sau (Boig per tu), Sangtraït (L'home que volia ser ocell), Sopa de Cabra (L'Empordà) i Els Pets (S'ha acabat). Orfeó Lleidatà: "Els segadors".
2012
La Cobla Sant Jordi-Ciutat de Barcelona interpreta La Muixeranga d’Algemesí. 150 aniversari del naixement d'Antoni Maria Alcover, autor amb Francesc de Borja Moll del Diccionari Català-Valencià-Balear. L'actor Pep Tosar interpreta una rondalla mallorquina recollida per Jordi des Racó, pseudònim d'Antoni Maria Alcover. Centenari del naixement de Xavier Montsalvatge. 50 anys de la mort d'Eduard Toldrà i 25 anys de la mort de Manuel de Blancafort i Frederic Mompou. La mezzosoprano Marisa Martins interpreta Comiat, poema de Josep Carner musicat per Xavier Montsalvatge i Jo et pressentia com la mort, de Frederic Mompou, amb lletra de Josep Janés, acompanyada al piano de Josep Surinyac. Centenari del naixement de Pere Calders, lectura de diversos contes breus de Pere Calders. Centenari del naixement de Tísner, Ivan Benet llegeix un fragment de les memòries Viure i veure. Centenari del naixement de Joan Sales, l'actriu Victòria Pagès llegeix un fragment de la novel·la Incerta glòria. 50 anys de l'edició de La plaça del Diamant, l'actriu Sílvia Munt llegeix un fragment de la novel·la de Mercè Rodoreda. Las Migas interpreten una versió del tema La plaça del Diamant, que Ramon Muntaner va musicar per a la banda sonora de la pel·lícula de Francesc Betriu. 50 anys de la fundació d'Edicions 62, Josep Maria Castellet explica el context en la fundació de l'editorial. 50 aniversari de la publicació de la novela de Joan Fuster Nosaltres, els valencians. L'actriu Pepa López llegeix un fragment de la novel·la. Maria de Medeiros interpreta una versió d'Així com cell que es veu prop de la mort, poema d'Ausiàs March amb música de Raimon. 25 aniversari de la mort del poeta J. V. Foix i 40 aniversari de la mort del poeta Gabriel Ferrater. Carme Sansa llegeix Tots hi serem al port amb la Desconeguda. 50 aniversari de la mort de Francesc Pujols, el cantautor Roger Mas i la Cobla Sant Jordi – Ciutat de Barcelona interpreten Oda a Francesc Pujols. El Cor Lieder Càmera tanca l'acte amb El cant de la senyera.
2013
Sota la creació i direcció escènica del dramaturg i director teatral Joan Ollé i la conducció de Mercè Pons, es va commemorar el 800 aniversari de la batalla de Muret, el 600 aniversari de la mort de Bernat Metge, el centenari de la promulgació de les Normes ortogràfiques de l'Institut d'Estudis Catalans, el centenari del naixement de Salvador Espriu, el 50 aniversari de les declaracions de l'Abat Aureli Escarré al diari Le Monde i el 50 aniversari de la mort de Carmen Amaya. El lliurament de la senyera per part d'un municipi de Catalunya va anar a càrrec del d'Arenys de Mar, la imaginària i ideal Sinera de Salvador Espriu. Hi van participar amb interpretacions musicals i lectures de textos l'Orfeó Manresà, Alidé Sans, Cati Plana, Liv Hallum, Blaumut, Carles Dénia, Gemma Humet, Laura Guiteras, Mercè Martínez, Túrnez&Sesé, Jordi Vidal, Toni Xuclà, Karime Amaya, Coco, Tañé, Tuto i Joni en el vessant musical; els actors Joan Pera, Marta Betriu, Jordi Boixaderas, Àlex Casanovas, Carme Elias, Eduard Farelo, Nora Navas i Clara Segura; l'especialista en cultura medieval Antoni Rossell, i el president de la Secció Filològica de l'Institut d'Estudis Catalans, Isidor Marí.
2014
Sota la direcció de Josep Maria Mestres Quadreny, amb la intervenció de Pere Arquillué, Emma Vilarasau, Clara Segura, Jordi Savall i la Capella Reial, Pere Martínez, Max Villavecchia, Maria del Mar Bonet, Lluís Vidal, Quartet Casals, Orfeó Gracienc, Orfeó Manresà, Coral Cantiga i Polifònica de Puig-reig.